# Generazione rubata

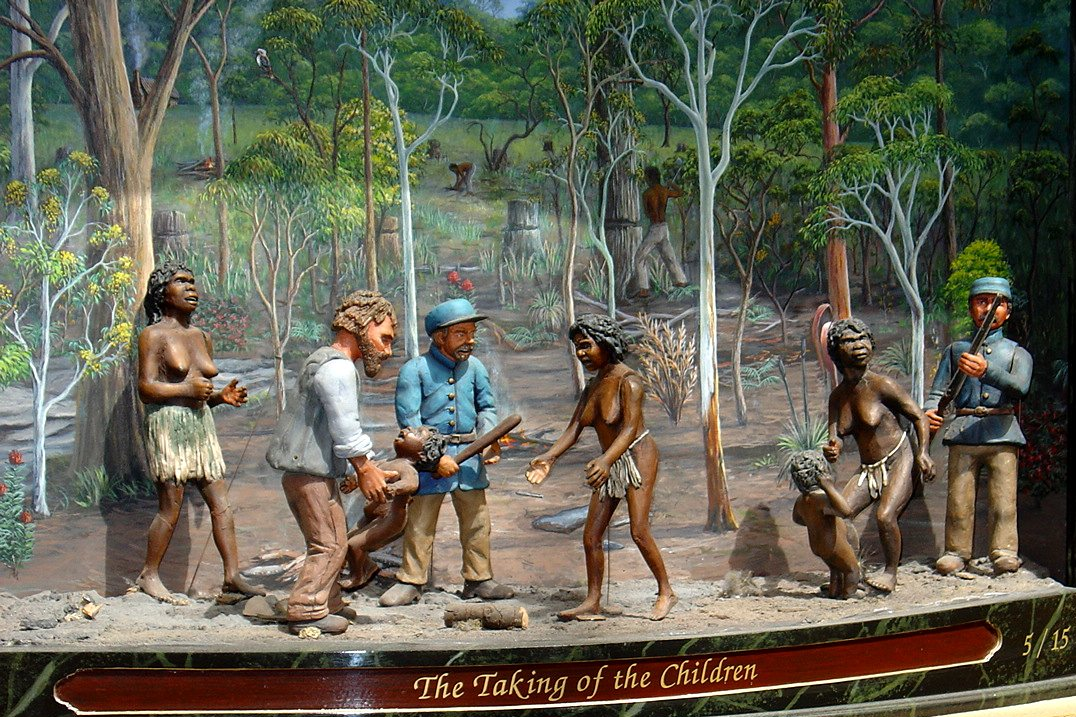
Diorama di Chris Cook intitolato The Taking of the Children, installato nel 1999 al Great Australian Clock, nel Queen Victoria Building di Sydney

L'espressione generazione rubata, in inglese stolen generation, indica i bambini aborigeni australiani e isolani dello stretto di Torres che furono allontanati dalle loro famiglie da parte del governo federale australiano e missioni religiose ai sensi di alcune norme parlamentari vigenti nei singoli Stati. Gli allontanamenti forzati partirono nel 1869 e continuarono fino al 1969, in alcuni luoghi fino agli anni '70.

## Motivazioni
Ancora oggi sono contestate le reali intenzioni che spinsero i territori australiani all'attuazione di queste norme. Le prove cartacee estrapolate dalle relazioni delle commissioni parlamentari suggeriscono l'intenzione di crescere in stato sicuro i bambini aborigeni per la tutela di una popolazione in continuo e rovinoso declino, che avrebbe provocato la morte di una generazione in caso di contatto con le persone bianche e di colore. I detrattori di questo ragionamento, sostengono che alla base di questo allontanamento di massa ci fu il timore di una mescolanza razziale tra aborigeni e bianchi europei, o ancora il desiderio del raggiungimento di una purezza razziale da parte della classe bianca dominante.